# Mantitheus murzini
Mantitheus murzini is een keversoort uit de familie Vesperidae. De wetenschappelijke naam van de soort werd in 2005 gepubliceerd door Vives.